# Свети Никола (Добромири)
Вижте пояснителната страница за други значения на Свети Никола.
„Свети Николай Мирликийски Чудотворец“ или „Свети Никола“ (на македонска литературна норма: „Св. Николај Мириклијски Чудотворец“, „Свети Никола“) е възрожденска църква в битолското село Добромири, част от Преспанско-Пелагонийската епархия на Македонската православна църква – Охридска архиепископия.

## История
Издигната е в 1886 година в селската гробища. През Първата световна война, когато през района минава фронтовата линия, църквата е разрушена. В 1926 година е издигната наново, в 1941 година - обновена, а в 2001 година е изписана, зидовете варосани и е прокаран ток.

## Описание
Църквата е каменна, еднокорабна с вход от южната страна, декорирана с фрески и икони. Има трем и камбанария.